# Ой, мамочки (фильм, 2008, США)
«Ой, мамочки» (англ. Baby Mama) — американская комедия 2008 года с Эми Полер и Тиной Фей. Кейт и Энджи обретут радость материнства, несмотря ни на что.

## Сюжет
Успешная бизнесвумен Кейт Холбрук ужасно хочет ребёнка. Но годы берут своё, врачи оценивают возможность забеременеть как одна на миллион. Усыновление не подходит, матерям-одиночкам на оформление усыновления необходимы годы. Единственный выход — суррогатная мать, baby mama, как говорят американцы.
На роль суррогатной мамы выбрана разбитная Энджи, которую саму ещё воспитывать и воспитывать. Уйдя от своего сожителя Карла и поселившись у Кейт, Энджи предоставляет ей возможность заранее потренироваться в заботе о неразумном существе. Но, как оказалось, неправильное питание и поведение Энджи не так уж вредно, поскольку она не беременна. Деньги уплачены, и Энджи никак не хочется их возвращать, приходится прибегать к различным ухищрениям. Обмануть УЗИ шансов нет, и несостоявшаяся мать готова во всем признаться, когда доктор сообщает, что она беременна. То, что не удалось сделать с помощью науки, удалось старым дедовским способом, Энджи беременна от Карла.

## В ролях
- Эми Полер — Энджи
- Тина Фей — Кейт
- Грег Киннир — Роб
- Дэкс Шепард — Карл
- Романи Малко — Оскар
- Сигурни Уивер — Чаффи Бикнелл
- Стив Мартин — Барри
- Мора Тирни — Кэролин
- Стивен Майлер — Дэн
- Холанд Тейлор — Роуз
- Джеймс Ребхорн — судья
- Денис О’Хэр — доктор Манхейм
- Уилл Форте — Скотт
- Фред Армисен — продавец колясок
- Джон Ходжман — специалист по рождаемости
- Джейсон Мандзукас

## Награды
- 2009 — MTV Movie Awards — Эми Полер в номинации Самый безумный эпизод (Сцена, где она писает в раковину)

### Номинации
- 2009 — MTV Movie Awards — Эми Полер в номинации Лучшая комедийная роль
- 2009 — Выбор народа — Эми Полер, Тина Фей в номинации Favorite On-Screen Match-Up
- 2008 — Teen Choice Awards — в номинации Комедия

## Сборы
Бюджет фильма составил 30 млн долларов. В прокате с 25 апреля по 24 июля 2008, наибольшее число показов в 2627 кинотеатрах единовременно. За время проката собрал в мире 64 163 648 долларов из них 60 494 212 долларов в США и 3 669 436 долларов в остальном мире.